# Dragan Čavić
Dragan Čavić in serbo cirillico,  Драган Чавић, (Zenica, 19 marzo 1958) è un economista e politico bosniaco, vicepresidente (2000-2002) e poi presidente (2002-2006) della Republika Srpska.

## Biografia

### Formazione e vita privata
Čavić ha frequentato le scuole a Banja Luka, e si è laureato presso la Facoltà di Economia dell'Università di Banja Luka nel 1980. Ha lavorato come economista, direttore finanziario e direttore commerciale in diverse aziende pubbliche e private. Čavić è sposato e ha un figlio e una figlia.

### Carriera politica
Čavić è un ex membro del Partito Democratico Serbo: ha servito come presidente del partito fino al 2006, dopo essere stato vice presidente della presidenza del partito dal giugno 1998 al marzo 2002. Alle elezioni del partito nel 2002, è stato eletto vice presidente del partito.
Nel 1998 è stato eletto deputato all'Assemblea Nazionale della Republika Srpska. È stato rimosso dal suo incarico dall'allora rappresentante Carlos Westendorp poiché considerato d'ostacolo per l'attuazione dell'accordo di pace di Dayton e bandito dall'attività politica. La decisione è stata annullata nel 1999 dal successore di Westendorp, Wolfgang Petritsch.
Dragan Čavić è diventato il presidente della Republika Srpska il 28 novembre 2002, dopo le elezioni amministrative in Bosnia-Erzegovina nel mese di ottobre, sostituendo così l'ex presidente Mirko Šarović. Čavić ha ricevuto il 35,9% dei voti, mentre il suo rivale di maggior successo, Milan Jelić, il 22,1%. L'affluenza alle urne è stata del 53,9%.
Alle elezioni generali in Bosnia ed Erzegovina del 2006 Dragan Čavić ha perso nella corsa per la presidenza della Republika Srpska contro il suo rivale Milan Jelic (SNSD). Poco dopo è stato incolpato per la sconfitta e si è dimesso da presidente della SDS. L'SDS si è poi diviso tra due fazioni in conflitto: i riformisti guidati da Čavić, e i conservatori sostenuti da Dragan Kalinic, ex presidente della SDS.
L'11 dicembre 2008, Dragan Čavić in una conferenza stampa ha annunciato il suo ritiro dalla SDS e il lancio di un nuovo partito, insieme con i deputati della RS Vojislav Gligic e Branislav Škobo, anch'essi ex parlamentari SDS. Il 15 gennaio 2009 a Banja Luka Cavic ha registrato il Partito Democratico della Republika Srpska, i cui co-fondatori sono Momcilo Novaković, Vojislav Gligic, Branislav Škobo e Djordje Milićević. Dal 2010 è deputato di questo partito nel Parlamento della Republika Srpska.
Alle elezioni amministrative del 2012, Čavić corre per il ruolo di sindaco di Banja Luka; con il 32,2% dei voti, è arrivato secondo dopo Slobodan Gavranović (SNSD), eletto con il 40,2% dei voti.
Nel 2013 il suo Partito Democratico si è fuso con il Partito Democratico Nazionale per formare il Movimento Nazionale Democratico.

## Onorificenze
- Ordine della Republika Srpska (2012)[5]